# Jacob Banks Kurtz
Jacob Banks Kurtz (* 31. Oktober 1867 in Delaware, Juniata County, Pennsylvania; † 18. September 1960 in Altoona, Pennsylvania) war ein US-amerikanischer Politiker. Zwischen 1923 und 1935 vertrat er den Bundesstaat Pennsylvania im US-Repräsentantenhaus.

## Werdegang
Jacob Kurtz besuchte die öffentlichen Schulen seiner Heimat und studierte danach am Dickinson College in Carlisle. Nach einem anschließenden Jurastudium an der dortigen School of Law und seiner 1893 erfolgten Zulassung als Rechtsanwalt begann er in Altoona in diesem Beruf zu arbeiten. Zwischen 1905 und 1912 fungierte er als Bezirksstaatsanwalt im dortigen Blair County. Während des Ersten Weltkrieges war er dort Leiter des Sicherheitsausschusses und des lokalen Verteidigungsrates. Politisch wurde er Mitglied der Republikanischen Partei.
Bei den Kongresswahlen des Jahres 1922 wurde Kurtz im 21. Wahlbezirk von Pennsylvania in das US-Repräsentantenhaus in Washington, D.C. gewählt, wo er am 4. März 1923 die Nachfolge von Evan John Jones antrat. Nach fünf Wiederwahlen konnte er bis zum 3. Januar 1935 sechs Legislaturperioden im Kongress absolvieren. Seit 1933 vertrat er dort als Nachfolger von James Mitchell Chase den 23. Distrikt seines Staates. In seine Zeit als Kongressabgeordneter fiel die Weltwirtschaftskrise Anfang der 1930er Jahre. Seit 1933 wurden die ersten New-Deal-Gesetze der Roosevelt-Regierung verabschiedet, denen Kurtz’ Partei eher ablehnend gegenüberstand. 1933 wurde durch den 21. Verfassungszusatz der 18. Zusatzartikel aus dem Jahr 1919 widerrufen. Dabei handelte es sich um das umstrittene und wenig erfolgreiche Prohibitionsgesetz. Im Jahr 1935 wurden erstmals die Bestimmungen des 20. Verfassungszusatzes angewendet, wonach die Legislaturperiode des Kongresses jeweils am 3. Januar endet bzw. beginnt.
1934 wurde Jacob Kurtz nicht in seinem Mandat bestätigt. Nach seiner Zeit im US-Repräsentantenhaus praktizierte er wieder als Anwalt. In den Jahren 1936, 1940 und 1948 nahm er als Delegierter an den jeweiligen Republican National Conventions teil. Von 1944 bis 1946 war er juristischer Vertreter der Stadt Altoona. Er starb am 18. September 1960 in Altoona, wo er auch beigesetzt wurde.